# 吕聿来
吕聿来（1982年—），原名吕玉来，男，四川内江人，中国影视演员导演，中国电影金凤凰奖新人奖获得者。

## 作品

### 網絡劇
| 年份 | 劇名     | 角色   |
| 2020 | 摩天大樓 | 謝保羅 |

### 导演
- 电影《扫黑·决战》 2021年